# Eldbjørg Willassen
Eldbjørg Willassen er en norsk håndboldspiller. Hun spillede 60 kampe og scorede 0 mål for Norges håndboldlandshold mellem 1965 og 1971. Hun deltog også under VM 1971 hvor holdet kom på en 7.-plads.